# Aspidopterys
Az Aspidopterys a Malpighiales rendjébe és a malpighicserjefélék (Malpighiaceae) családjába tartozó nemzetség.

## Rendszerezés
A nemzetségbe az alábbi 25 faj tartozik:
- Aspidopterys albomarginata Hance
- Aspidopterys balakrishnanii R.C.Srivast.
- Aspidopterys canarensis Dalzell
- Aspidopterys cavaleriei H.Lév.
- Aspidopterys celebensis Arènes
- Aspidopterys concava (Wall.) A.Juss.
- Aspidopterys cordata (B.Heyne ex Wall.) A.Juss.
- Aspidopterys elliptica (Blume) A.Juss.
- Aspidopterys esquirolii H.Lév.
- Aspidopterys glabrifolia Arènes
- Aspidopterys glabriuscula A.Juss.
- Aspidopterys harmandiana Pierre
- Aspidopterys henryi Hutch.
- Aspidopterys hirsuta (Wall.) A.Juss.
- Aspidopterys indica (Willd.) W.Theob.
- Aspidopterys jainii R.C.Srivast.
- Aspidopterys lanuginosa (Wall.) A.Juss.
- Aspidopterys microcarpa H.W. Li ex S.K.Chen
- Aspidopterys nutans (Roxb. ex DC.) A.Juss.
- Aspidopterys oligoneura Merr.
- Aspidopterys orbiculata (Roxb. ex Wall.) Nied.
- Aspidopterys oxyphylla A.Juss.
- Aspidopterys sessilifolia Arènes
- Aspidopterys tomentosa (Blume) A.Juss.
- Aspidopterys wallichii Hook.f.